# Aeródromo Pelícano

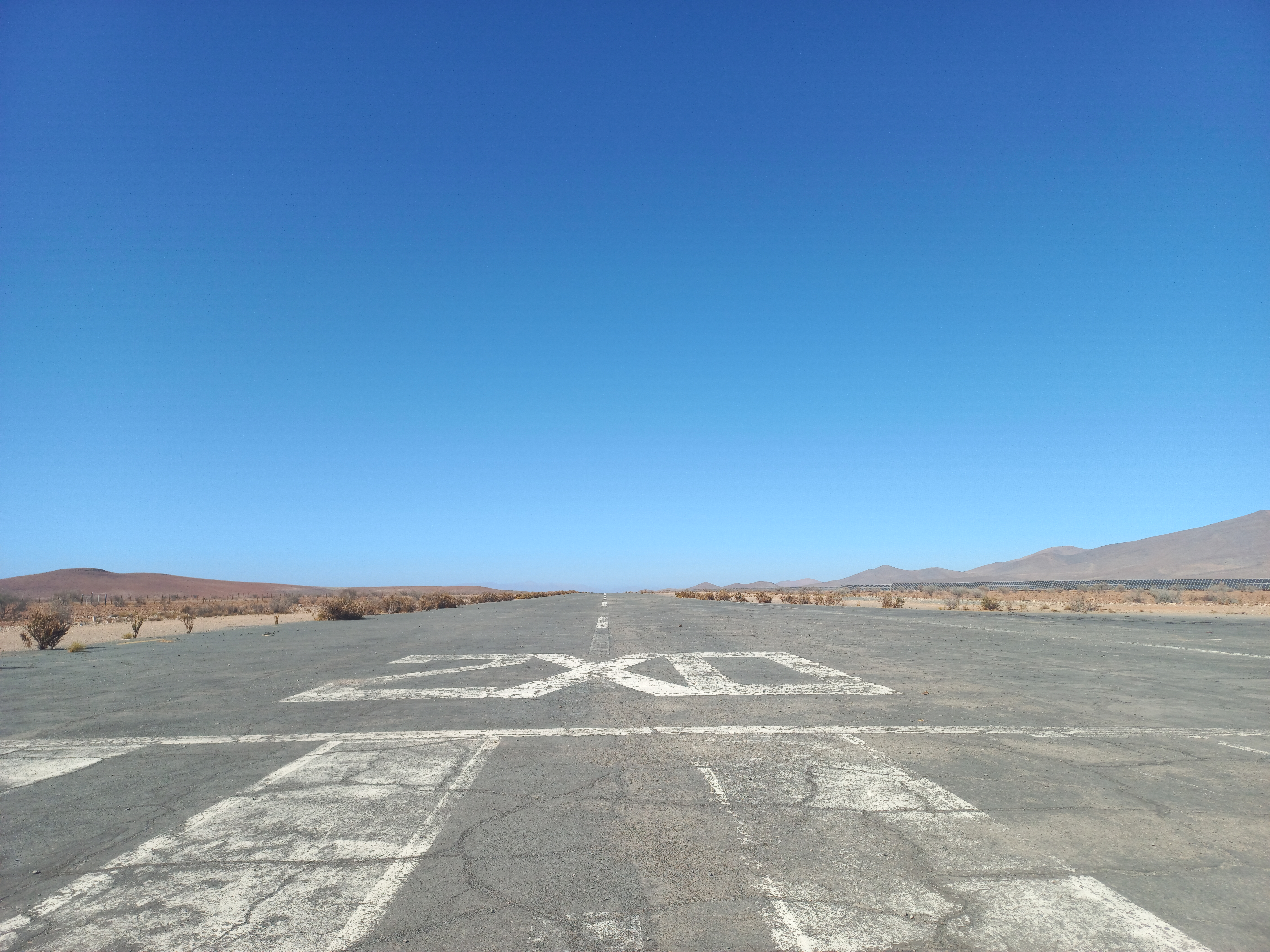
Pista ubicada cerca del Observatorio Las Campanas, Chile

El Aeródromo Pelícano (OACI: SCEC) es un terminal aéreo ubicado cerca de Estación Chañar, en la Provincia de Elqui, Región de Coquimbo, Chile. Es de propiedad pública.